# Chazaliella obanensis
Espèce
Synonymes
- Chazaliella obanensis (Wernham) Petit & Verdc. (Wernham) Petit & Verdc. (préféré par UICN)[2]
- Psychotria obanensis Wernham[2] [1]

Statut de conservation UICN

 VU A3c : Vulnérable
Chazaliella obanensis (Wernham) Petit & Verdc. est une espèce de plantes de la famille des Rubiacées et du genre Chazaliella, présente en Afrique tropicale.

## Étymologie
Son épithète spécifique obanensis fait référence aux monts Oban, au Nigeria, où Percy Amaury Talbot découvrit le premier spécimen en 1911.

## Description
C'est un arbuste dont la hauteur est généralement comprise entre 0,6 et 2 m.

## Distribution
Longtemps connue à travers le seul spécimen récolté aux monts Oban, l'espèce s'est avérée assez commune au Cameroun lorsque des explorations botaniques ont été menées dans les années 1990
au pied du mont Cameroun, puis au mont Koupé.

## Écologie
La plupart de ces spécimens ayant été récoltés à une altitude inférieure à 1 000 m, l'espèce pourrait être vulnérable à l'expansion de l'agriculture.